# Apodanthera
Apodanthera é um género botânico pertencente à família Cucurbitaceae.

## Espécies
| - Apodanthera anatuyana - Apodanthera argentea - Apodanthera aspera - Apodanthera biflora | - Apodanthera bradei - Apodanthera buraeavi - Apodanthera catharinensis - Apodanthera cinerea |